# Kia Cerato
Pour les articles homonymes, voir Cerrato.
La Kia Cerato est une compacte produite par le constructeur automobile sud-coréen Kia Motors depuis 2003.
En 2008, la Cerato a été remplacée par la Kia Forte, qui conserve cependant sur certains marchés le nom de "Cerato".

## Première génération (LD; 2003–2008)
La Kia Cerato a été introduite en Corée du Sud en 2003, partageant la plateforme de sa cousine Hyundai Elantra (XD) et utilisant les moteurs 4 cylindres longitudinaux Hyundai type Beta II.
Elle remplace alors la berline tricorps Sephia/Mentor et la berline bicorps Shuma.
Aux États-Unis, comme pour le modèle précédent, l'appellation "Spectra" est utilisée pour la tricorps et "Spectra5" désigne la version à hayon.
Elle est lancée en Europe à l'été 2004. Elle dispose des motorisations 2.0 CRDi 112 ch et du 1.6 essence 105 ch. Début 2005, Kia lance une nouvelle motorisation 1.5 CRDi 102 ch. Les deux carrosseries 4 portes et 5 portes sont commercialisées en France.
En Europe, la Cerato 5 portes a été remplacée à partir de 2006 par la Kia Cee'd, spécialement conçue pour ce marché. La Cee'd ne proposant pas de version 4 portes, la Cerato tricorps n'a pas été remplacée.

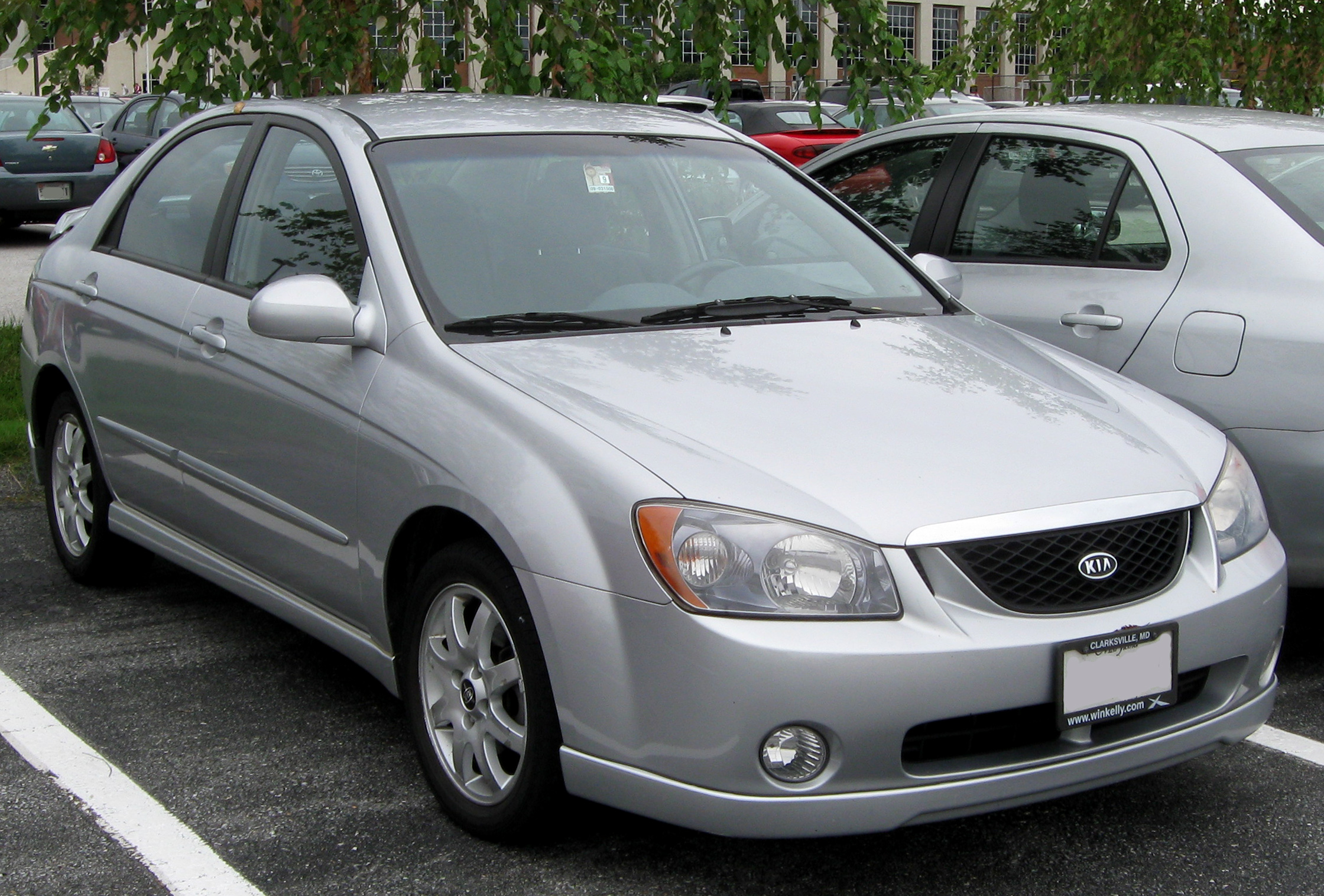
Kia Spectra SX
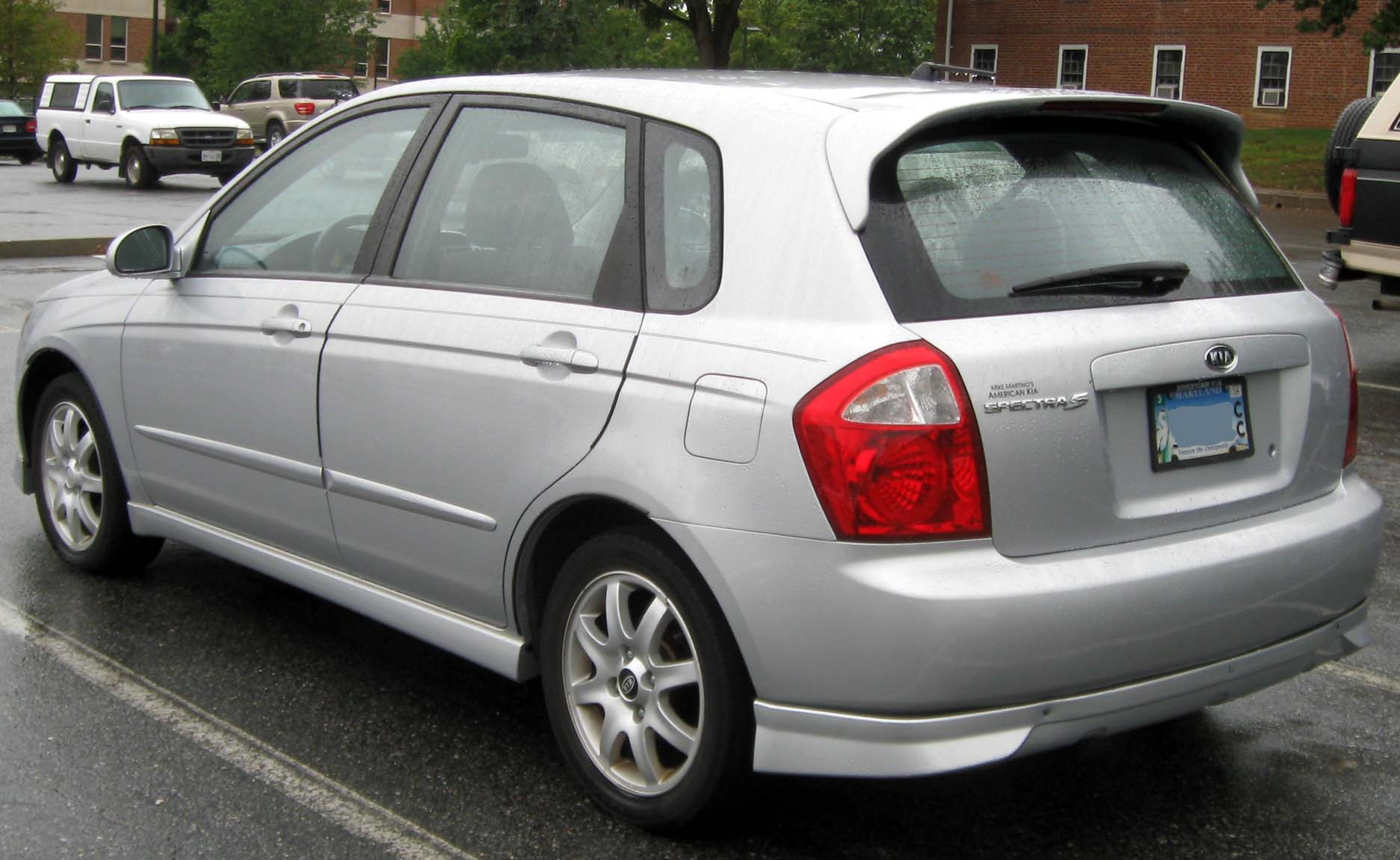
Kia Spectra5 SX
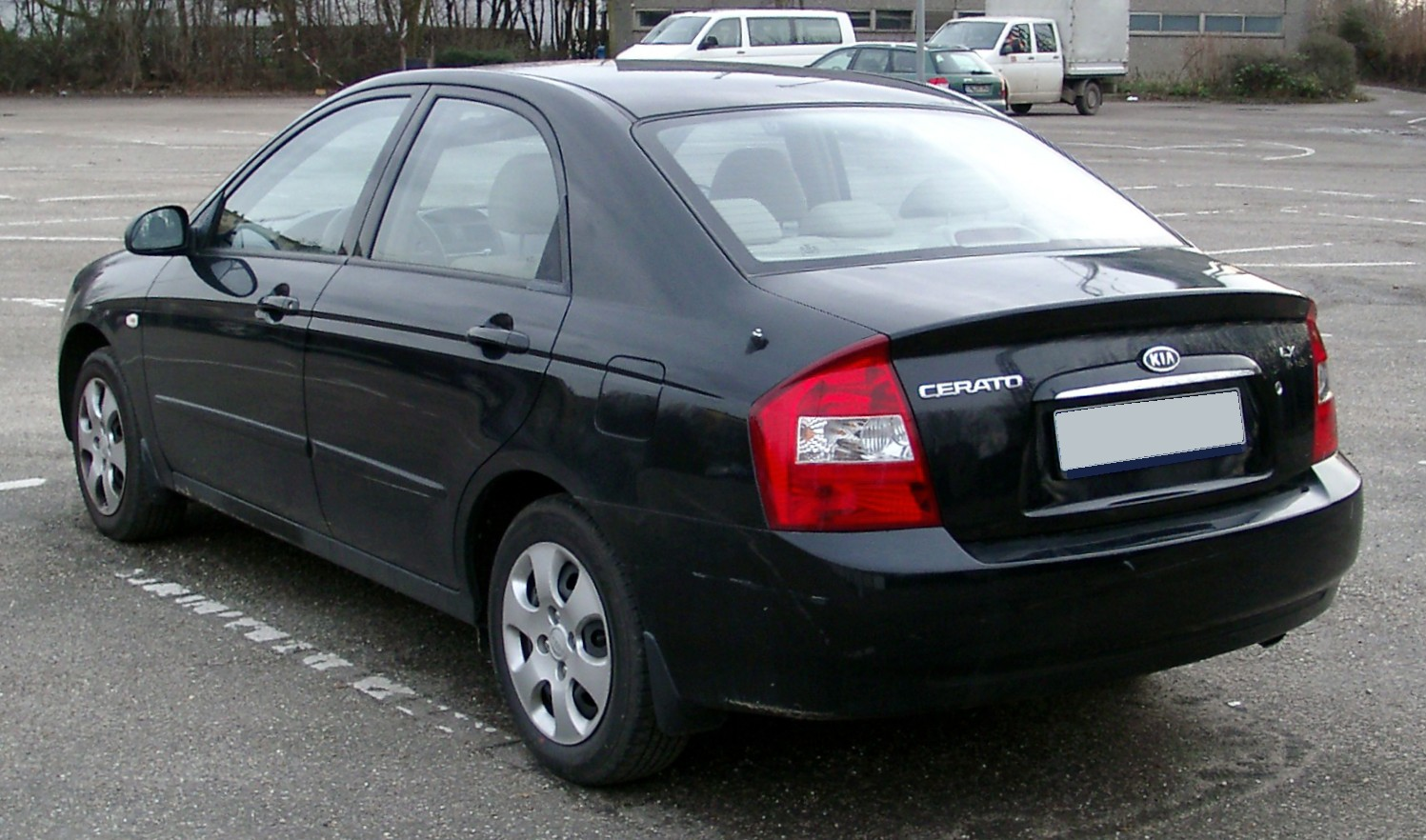
Kia Cerato LX

### Restylage
En 2006, une version restylée et aux moteurs revus est commercialisée. Stylistiquement, le pare-chocs et les phares ont perdu leur pli marqué près de la grille, le couvercle du coffre est devenu plus arrondi, et les feux arrière ont été remodelés.

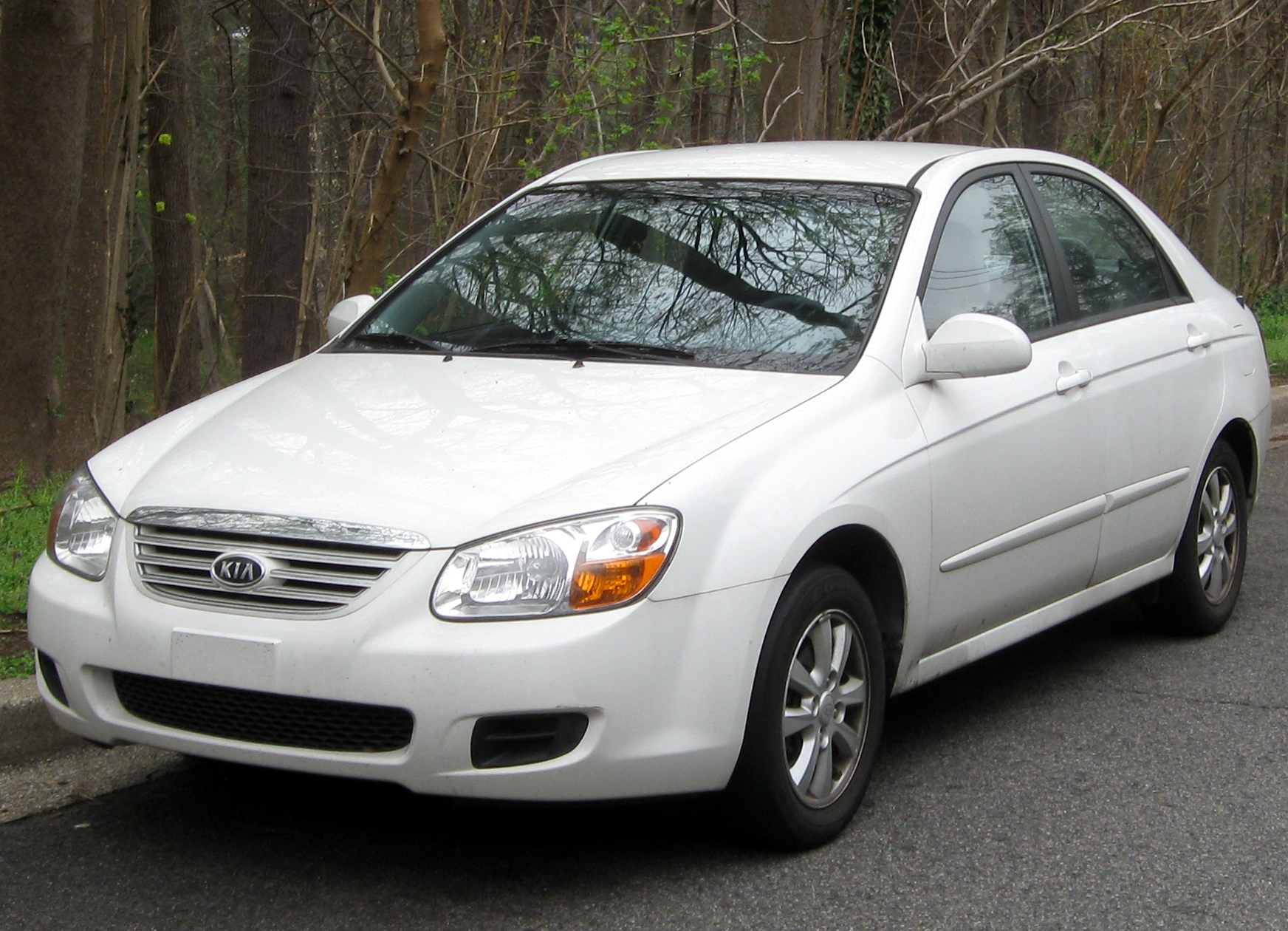
Kia Spectra EX
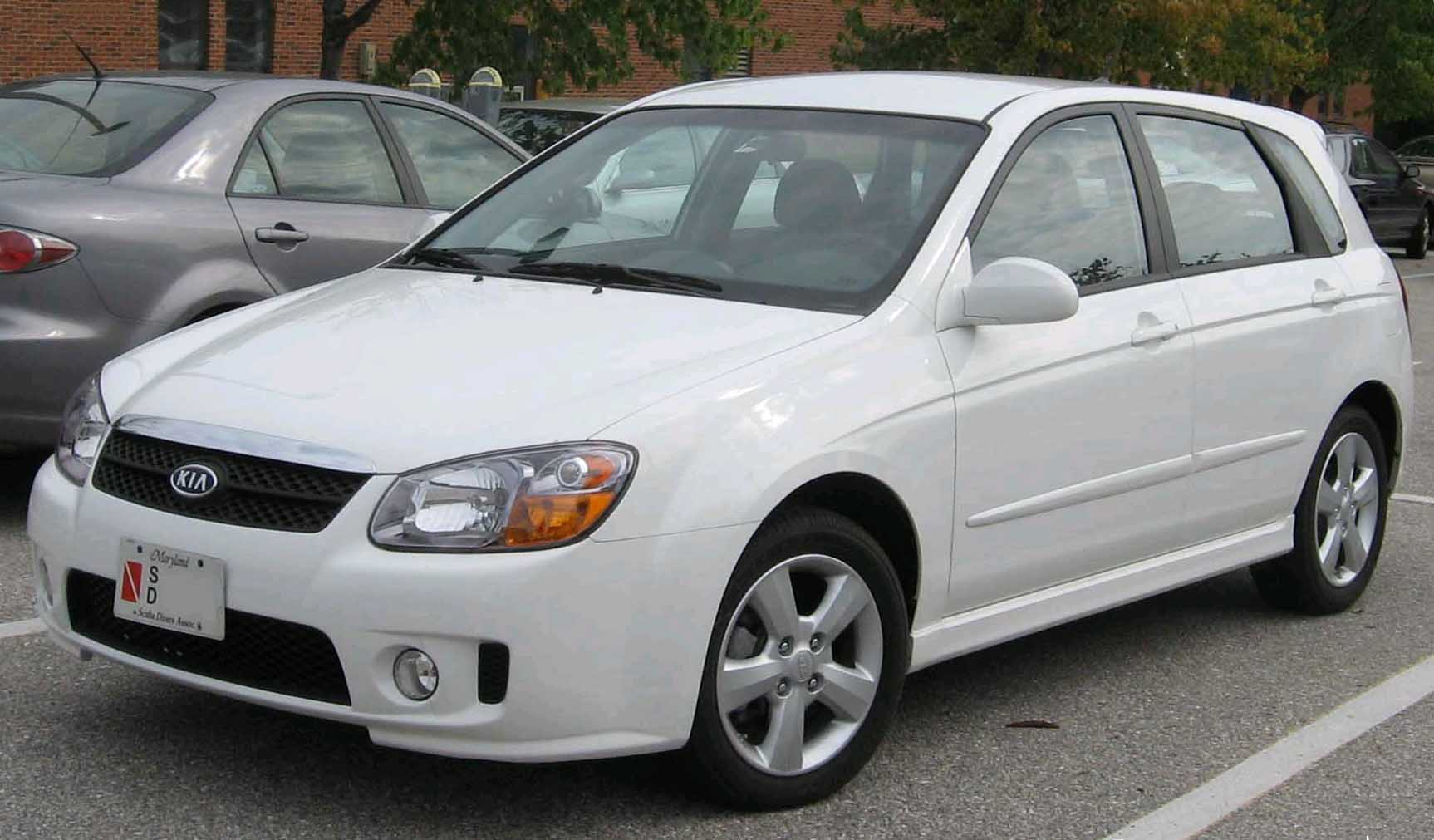
Kia Spectra5
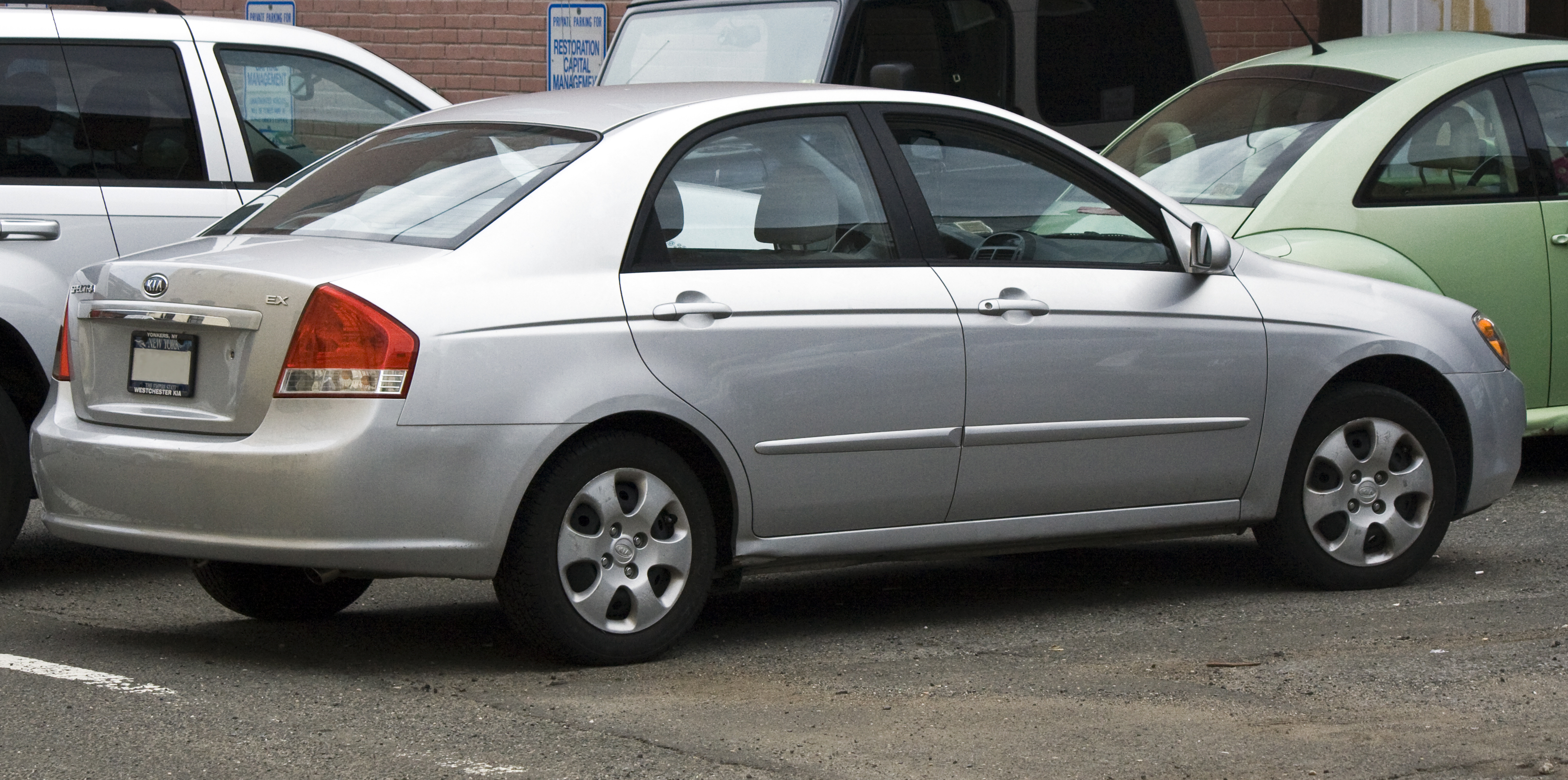
Kia Cerato EX

### Finitions
Finitions disponibles en France au lancement en 2004 :
- EX
- EX Major
- EX Luxe

## Seconde génération (TD; 2008–2011)

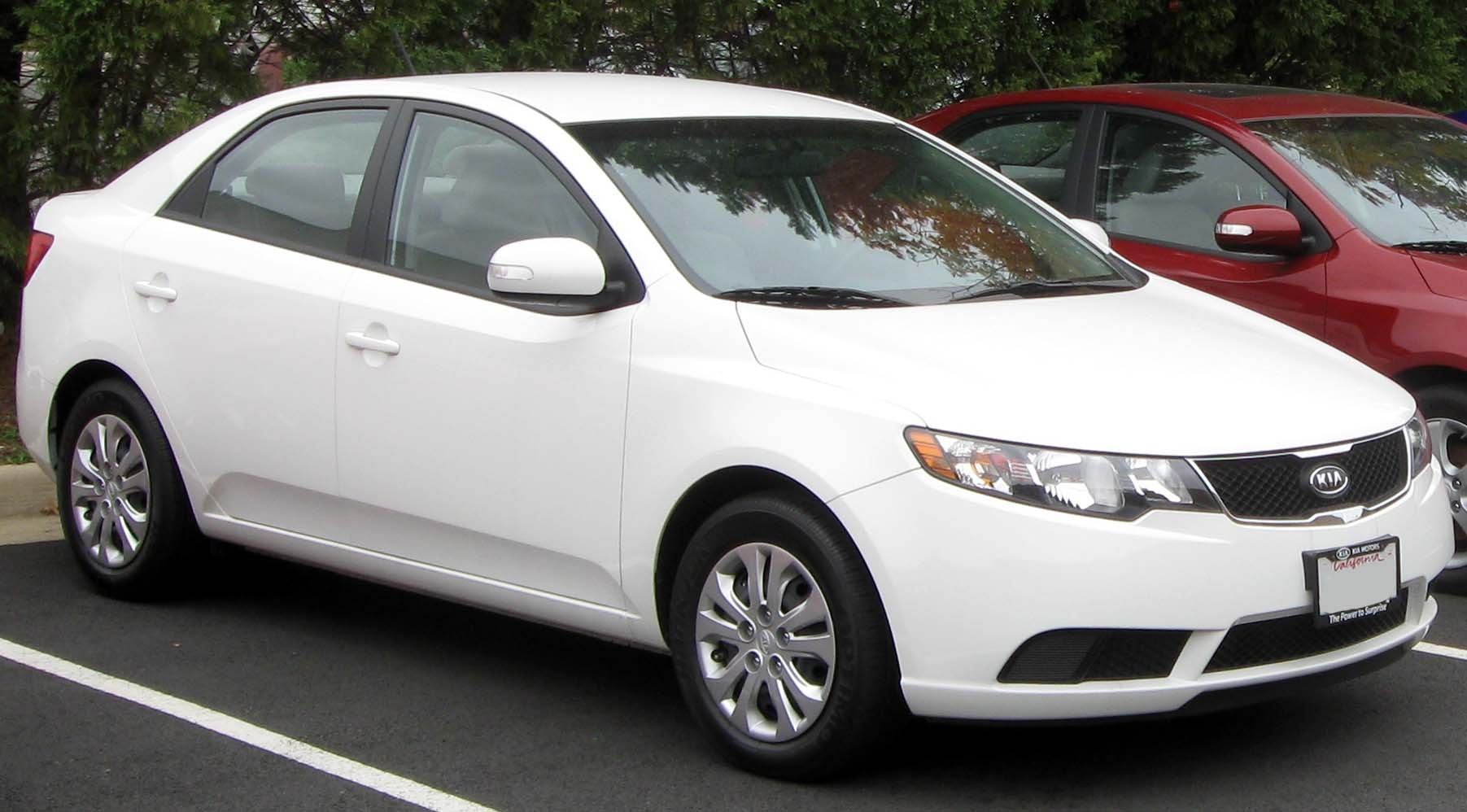
Kia Forte EX

La deuxième génération de Kia Cerato a été lancé en Corée du Sud à la fin de l'année 2008, sous le nom de Kia Forte, un nom utilisé dans la plupart des marchés internationaux.
 Celui de Cerato a toutefois été conservé dans certains marchés, comme l'Australie, l'Afrique du Sud, le Brésil et le Maghreb. À Singapour, le modèle de deuxième génération est badgée "Kia Cerato Forte".

## Troisième génération (YD; 2012)

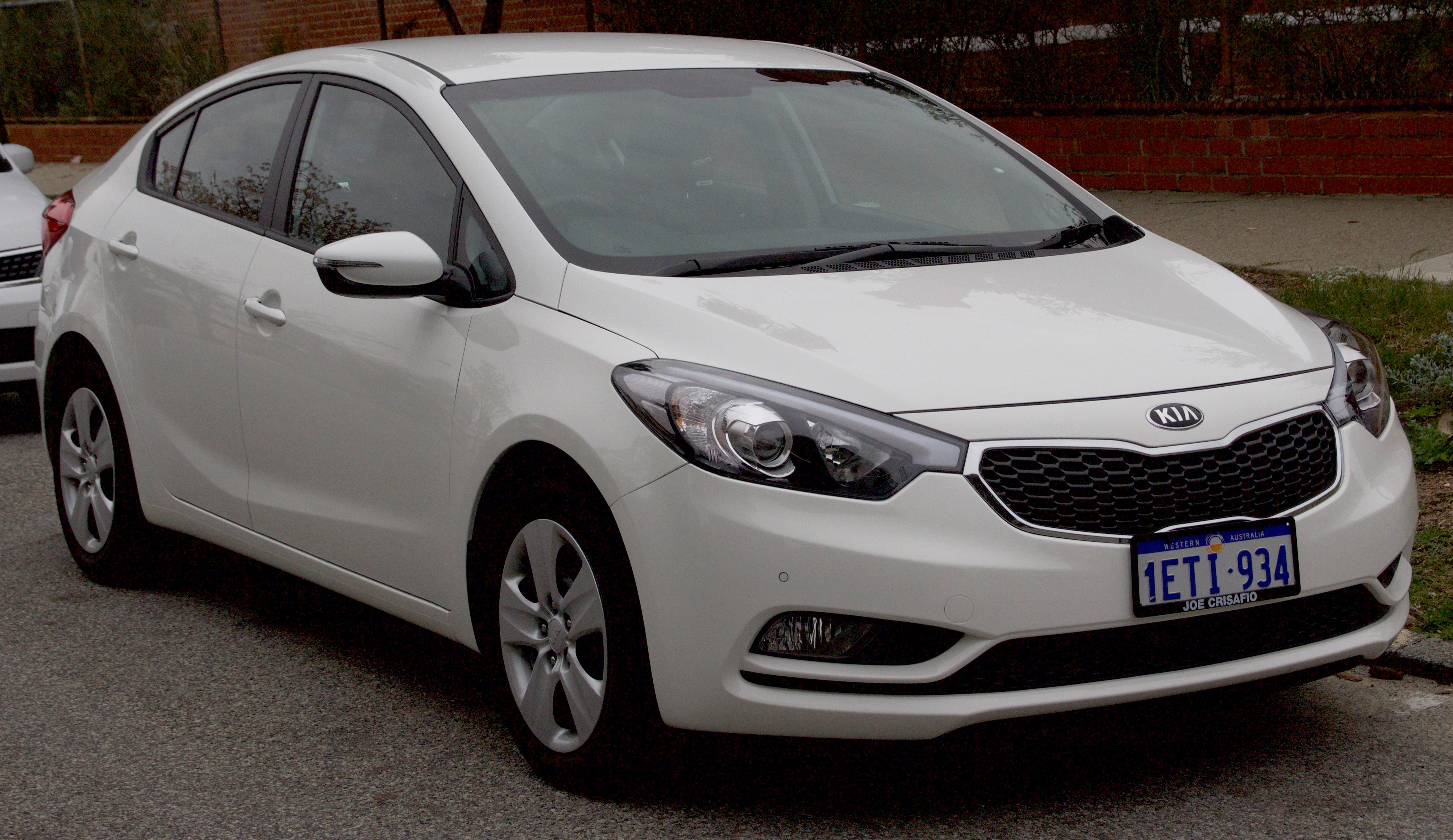
Kia Forte YD